# Czubajeczka szarozielonawa
Czubajeczka szarozielonawa (Lepiota griseovirens Maire) – gatunek grzybów z rodziny pieczarkowatych (Agaricaceae).

## Systematyka i nazewnictwo
Pozycja w klasyfikacji według Index Fungorum: Lepiota, Agaricaceae, Agaricales, Agaricomycetidae, Agaricomycetes, Agaricomycotina, Basidiomycota, Fungi.
Synonimy:
- Lepiota griseovirens Maire 1928 subsp. griseovirens
- Lepiota griseovirens Maire 1928 var. griseovirens
- Lepiota poliochloodes Vellinga & Huijser 1993

Nazwę polską zaproponował Władysław Wojewoda w 2003 r.

## Morfologia
Kapelusz
Średnica 8-13 mm, początkowo dzwonkowaty, potem płaskowypukły z szerokim garbkiem. Brzeg prosty ze zwieszającymi się resztkami osłony. Powierzchnia o barwie początkowo białej, potem kremowej, pokryta koncentrycznie ułożonymi łuskami o barwie szarobrązowej z odcieniem zielonym lub oliwkowobrązowym. Największe skupienie tych łusek znajduje się na środku kapelusza, ku brzegowi rozrzedzają się.
Trzon
Wysokość od 1,6 do 2 cm, średnica od 0,15 do 0,2 cm, cylindryczny, rozszerzający się w kierunku podstawy, początkowo pełny, potem pusty. Nie posiada pierścienia, jest tylko strefa pierścieniowa. Powyżej tej strefy jest gładki, biały do kremowego, poniżej pokryty rozproszonymi łuskami o barwie od szarobrązowej do czarnej. U podstawy białe sznury grzybniowe.
Blaszki
Wolne, nieco stłoczone, początkowo białe, potem kremowe.
Miąższ
Biały, cienki, bez smaku, o owocowym zapachu.
Wysyp zarodników
Biały.
Cechy mikroskopowe
Zarodniki o rozmiarach 6.2–7.0 × 3.5–4.2 µm, podłużne, z obciętą podstawą i wnęką, silnie amyloidalne. Podstawki wąskowrzecionowate lub workowate o rozmiarach 17–20 × 6–8 µm. Cheiloocystydy o rozmiarach 22–30 × 6–8 µm, wąskowrzecionowate lub workowate. Pleurocystyd brak. Skórka kapelusza i trzonu zbudowana z cylindrycznych, cienkościennych komórek z brązowym pigmentem. Mają długość 40–140 µm i średnicę 7 × 13 µm. We wszystkich strzępkach na przegrodach występują sprzążki.

## Występowanie i siedlisko
Znane jest występowanie tego gatunku tylko w niektórych krajach Europy, jedno stanowisko podano także na Tajlandii. Na terenie Polski do 2003 r. podano tylko jedno stanowisko (Wielkopolska, 1965 r.). Nowsze stanowiska podaje internetowy atlas grzybów. Znajduje się na Czerwonej liście roślin i grzybów Polski. Ma status E – gatunek wymierający. Znajduje się na listach gatunków zagrożonych także w Niemczech, Danii, Holandii.
Saprotrof, grzyb naziemny. Grzyb trujący.